# Терновой, Борис Яковлевич
Борис Яковлевич Терновой (22 августа 1913 — 9 мая 1956) — советский лётчик-ас истребительной авиации Войск ПВО в годы Великой Отечественной войны, Герой Советского Союза (18.05.1945). Полковник.

## Биография
Родился 22 августа 1913 года в городе Пятигорск ныне Ставропольского края. Окончил 7 классов школы. Работал слесарем. Учился в Пятигорском аэроклубе.
В Красной Армии с 1935 года. В 1937 году окончил 1-ю (Качинскую) военную школу лётчиков имени А. Ф. Мясникова. Участник освободительного похода советских войск в Западную Украину и Западную Белоруссию в сентябре 1939 года. В начале 1941 года служил инструктором на курсах командиров звеньев.
В боях Великой Отечественной войны лейтенант Терновой с июня 1941 года. С лета 1941 года воевал командиром звена 184-го истребительного авиационного полка (ВВС Западного фронта, затем в составе ВВС Брянского фронта), летал на И-16. Согласно наградным документам, уже в 1941 году сбил 3 немецких самолёта, но отчетными и оперативными документами эти победы не подтверждены (первой достоверной победой лётчика считается сбитый 23 января 1943 года в составе группы над Ольховаткой немецкий бомбардировщик Ю-88). С октября 1941 года — командир эскадрильи 573-го истребительного авиационного полка ПВО Воронежско-Борисоглебского района ПВО, летал на МиГ-3 и Як-1. В его рядах отличился в Елецкой наступательной операции, а в ходе Воронежско-Ворошиловградской оборонительной операции отбивал непрерывные немецкие налёты на Воронеж. С января 1943 года командовал эскадрильей в 487-м истребительном авиационном полку ПВО (за массовый героизм личного состава и образцовое выполнение боевых заданий командования приказом наркома обороны СССР от 9 октября 1943 года полку было присвоено гвардейское звание и он был переименован в 146-й гвардейский истребительный авиационный полк ПВО). В апреле — мае 1943 года с группой лётчиков был временно передан в оперативное подчинение 628-го истребительного авиационного полка ПВО для усиления противовоздушной обороны города Краснодара в разгар воздушного сражения на Кубани. Летал на Як-1, Як-7 и Як-9.
Особо отличился в крупных воздушных сражениях, разгоревшихся в районе Курска перед Курской битвой. Пытаясь сорвать переброску советских войск в район будущего сражения, командование Люфтваффе предприняло серию массовых авианалётов на Курский железнодорожный узел. Весь июнь 1943 года в том районе кипели жестокие воздушные бои. Самым мощным стал налёт 2 июня 1943 года на железнодорожный узел Курск. С раннего утра, несколькими эшелонами и с разных направлений цель атаковало 543 немецких самолёта, в том числе 424 бомбардировщика. Советские лётчики ПВО совершали для их отражение по 5-6 вылетов за день. Капитан Терновой в этот день сбил 2 немецких истребителя Ме-109. А всего за июнь 1943 года на Курском направлении им было сбито 3 немецких самолёта лично и 2 в паре с своим ведомым.

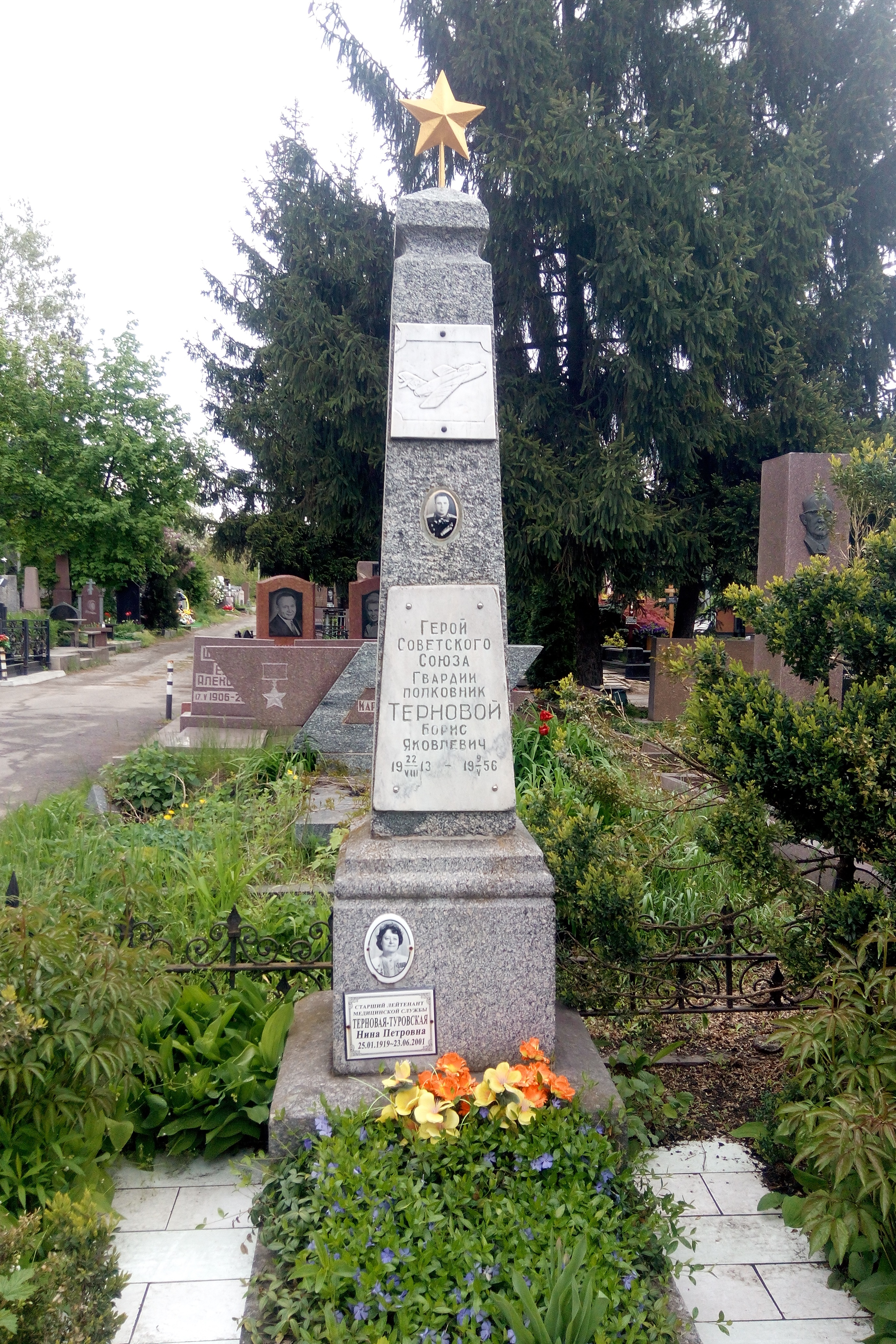
Могила Б. Я. Тернового на Аллее Героев Запорожского кладбища в Днепре

К июлю 1944 года на боевом счету числилось согласно наградным документам лично сбитых 11 самолётов противника и ещё 8 сбитых в паре и в группе. Кроме того, при штурмовках немецких аэродромов на земле он сжег ещё 4 самолёта. Однако по данным позднейших исследований, подтверждёнными являются 7 личных и 7 групповых побед аса.
За мужество и героизм Указом Президиума  Верховного Совета СССР от 18 августа 1945 года гвардии майору Терновому Борису Яковлевичу присвоено звание Героя Советского Союза с вручением ордена Ленина и медали «Золотая Звезда».
С ноября 1944 года — командир 1007-го истребительного авиационного полка ПВО 9-го истребительного авиационного корпуса ПВО. Полк входил в Юго-Западный фронт ПВО, с декабря 1944 года в боевых действиях не участвовал, выполняя задачи по прикрытию с воздуха объектов глубокого тыла.
После войны продолжал службу в Войсках ПВО страны. Командовал тем же авиаполком. С 1946 года — командир 39-го гвардейского истребительного авиаполка ПВО в 120-й истребительной авиационной дивизии ПВО (полк базировался в Киевской области Украинской ССР). С 1950 года — заместитель командира 65-й истребительной авиадивизии ПВО (дивизия входила в состав Северо-Кавказской и 32-й истребительной армий ПВО). С 1955 года — командир 155-й истребительной авиационной дивизии ПВО Северо-Кавказской армии ПВО (штаб дивизии размещался в Днепропетровске). 
Скончался после короткой тяжелой болезни 9 мая 1956 года. Похоронен на Запорожском кладбище в Днепропетровске. 

## Награды
- Герой Советского Союза (18.08.1945)
- Орден Ленина (18.08.1945)
- Два ордена Красного Знамени (9.12.1941, 30.12.1956)
- Орден Александра Невского (30.08.1943)
- Орден Красной Звезды (17.05.1951)
- Медаль «За боевые заслуги» (6.05.1946)
- Другие медали СССР